# MMP28
La metaloproteinasa 28 de la matriz, también conocida como epilisina, es una enzima que en humanos está codificada por el gen MMP28 .
Las proteínas de la familia de las metaloproteinasas de la matriz (MMP) participan en la descomposición de la matriz extracelular tanto para procesos fisiológicos normales, como el desarrollo embrionario, la reproducción y remodelación de tejidos, como para procesos patológicos, como el asma y la metástasis. Este gen codifica una enzima secretada que degrada la caseína. Su patrón de expresión sugiere que juega un papel en la homeostasis tisular y en la reparación de heridas. Se han descrito variantes de transcripción que codifican diferentes isoformas.